# Deborah Chow
Deborah Chow (* 16. Juni 1972 in Toronto, Ontario) ist eine kanadische Film-, Fernsehregisseurin und Drehbuchautorin. Zwei ihrer ersten Kurzfilme, Daypass (2002) und The Hill (2004), wurden im Rahmen von internationalen Filmfestivals gezeigt und mit verschiedenen Auszeichnungen prämiert. Einem größeren Publikum wurde sie 2010 mit ihrem ersten Kinofilm Die Summe unserer Entscheidungen bekannt, für den sie auf dem Toronto International Film Festival den Preis für den besten Debütfilm eines kanadischen Regisseurs ausgezeichnet wurde.
Seitdem ist sie überwiegend als Regisseurin zahlreicher Fernsehserien aktiv, darunter Mr. Robot, Vampire Diaries, Marvel’s Iron Fist, Fear the Walking Dead, Marvel’s Jessica Jones, Better Call Saul, Obi-Wan Kenobi und The Man in the High Castle.

## Leben
Deborah Chow ist die halbchinesische Tochter von Eltern, die aus Australien nach Toronto (Kanada) ausgewandert sind, wo sie aufgewachsen ist. Sie erhielt ihren Bachelor-Abschluss in Kulturtheorie und Kunstgeschichte an der McGill University in Montreal. Hier drehte sie ihren ersten Kurzfilm. Nach ihrem Abschluss absolvierte sie ihren Master of Fine Arts in Film und Regie an der Columbia University in New York City. Ihre Abschlussarbeit, der Kurzfilm Daypass, wurde international auf über 35 Filmfestivals gezeigt und mehrfach ausgezeichnet, darunter für den Besten Kurzfilm des Torino Film Festivals.
Ihr internationaler Durchbruch gelang ihr 2010 mit ihrem ersten Kinofilm Die Summe unserer Entscheidungen mit Zach Braff in der Hauptrolle. Chow schrieb das Drehbuch und übernahm die Regie. In den folgenden Jahren arbeitete sie hauptsächlich als Regisseurin verschiedener Fernsehserien. Als Fernsehregisseurin hat sie an der BBC-America-Serie Copper – Justice is brutal, den CW-Serien Reign und Beauty and the Beast, der CBC-Sendung Murdoch Mysteries und der USA-Network-Serie Mr. Robot mitgearbeitet. Zudem leitete sie die Adaption von Flowers in the Attic – Blumen der Nacht aus dem Jahr 2014, in der Heather Graham und Kiernan Shipka zu sehen waren.
Seit 2015 arbeitete sie vermehrt an erfolgreichen und bekannten Serien mit, darunter den Marvel-Serien Iron Fist und Jessica Jones, den AMC-Prequelserien Fear the Walking Dead und Better Call Saul und der Amazon-Eigenproduktion The Man in the High Castle. Als Regisseurin war sie an den Star-Wars-Serien The Mandalorian und Obi-Wan Kenobi beteiligt.

## Filmografie

### Regisseurin
Filme
- 2002: Daypass (Kurzfilm)
- 2004: The Hill (Kurzfilm)
- 2010: Die Summe unserer Entscheidungen (The High Cost of Living)
- 2014: Flowers in the Attic – Blumen der Nacht (Flowers in the Attic)

Serien
- 2013: Copper – Justice is brutal (Copper, eine Folge)
- 2014: Murdoch Mysteries (2 Folgen)
- 2014–2017: Reign (6 Folgen)
- 2015: Beauty and the Beast (eine Folge)
- 2015: Mr. Robot (eine Folge)
- 2016: Vampire Diaries (The Vampire Diaries, eine Folge)
- 2016: Turn: Washington’s Spies (eine Folge)
- 2016: Tyrant (eine Folge)
- 2016–2017: Fear the Walking Dead (2 Folgen)
- 2017: Marvel’s Iron Fist (eine Folge)
- 2017: Shut Eye (eine Folge)
- 2018: Marvel’s Jessica Jones (eine Folge)
- 2018: Lost in Space – Verschollen zwischen fremden Welten (Lost in Space, eine Folge)
- 2018: Snowfall (eine Folge)
- 2018: Better Call Saul (eine Folge)
- 2018: The Man in the High Castle (eine Folge)
- 2019: The Mandalorian (2 Folgen)
- 2022: Obi-Wan Kenobi (6 Folgen)

### Drehbuchautorin
- 2002: Daypass (Kurzfilm)
- 2004: The Hill (Kurzfilm)
- 2010: Die Summe unserer Entscheidungen (The High Cost of Living)
- 2015: Love Delivers (Kurzfilm)

## Auszeichnungen
Daypass gewann den Preis für den besten Kurzfilm beim Torino Film Festival. 2004 wurde Chow mit dem Kodak New Vision Mentorship ausgezeichnet, dessen Preisgeld die Finanzierung ihres ersten Spielfilms beinhaltete. Sie war eine der ersten Teilnehmerinnen des Berlinale Talent Campus und ähnlichen Initiativen des Toronto International Film Festivals. Ihr erster Spielfilm Die Summe unserer Entscheidungen gewann beim Toronto International Film Festival den Preis für den besten Debütfilm und wurde zu einem der zehn besten Filme gekürt.